# Банхарт, Девендра
Девендра Оби Банхарт (англ. Devendra Obi Banhart, род. 30 мая 1981) — американский автор-исполнитель песен, играющий музыку в жанре психоделический фолк.

## Биография
Банхарт родился 30 мая 1981 года в Хьюстоне, штат Техас. Необычное имя Девендра было предложено Премом Раватом, индийским религиозным лидером, последователями которого были родители Банхарта; среднее имя Оби было дано в честь Оби-Вана Кеноби. Спустя два года после рождения мальчика его родители развелись, и Девендра переехал со своей матерью в столицу Венесуэлы Каракас. Позднее его мать вступила в новый брак, и в четырнадцатилетнем возрасте Банхарт с матерью перебрался к отчиму в Лос-Анджелес.
В 1998 году он поступил на обучение в Художественный институт Сан-Франциско. Жил Банхарт в это время в знаменитом гей-районе Кастро и в качестве гитариста выступал в различных барах и клубах. В 2000 году он бросил учёбу и переехал в Париж, где в небольшом клубе выступал на разогреве местных инди-рок групп. Осенью того же года он вернулся в Соединённые Штаты и выступал в Сан-Франциско и Лос-Анджелесе, пока не был замечен Майклом Джирой, владельцем лейбла Young God Records.
Используя свои записи, Банхарт вместе с Джирой собрал материал для своего дебютного альбома «The Charles C. Leary», который был издан в 2002 году. В тот же год музыкант выпустил альбом «Oh Me Oh My…», который получил достаточно лестные отзывы. Вслед за этим последовали акустические релизы «Rejoicing in the Hands» и «Niño Rojo», а в 2005 году вышел имевший более проработанное звучание альбом «Cripple Crow». Шестая пластинка музыканта, озаглавленная как «Smokey Rolls Down Thunder Canyon», была выпущена в 2007 году и достигла 115-й строчки в Billboard 200. Звучащая в альбоме композиция «Lover» вошла в саундтрек комедии «Будь моим парнем на пять минут».
В целом творчество Банхарта ассоциируется с музыкальным жанром New Weird America. Стиль его музыки характеризуется также как психоделический фолк, фрик-фолк и лоу-фай.

## Альбомы
- 2002 — The Charles C. Leary (Hinah)
- 2002 — Oh Me Oh My… The Way The Day Goes By The Sun Is Setting Dogs Are Dreaming Lovesongs Of The Christmas Spirit (Young God)
- 2004 — Rejoicing in the Hands (Young God)
- 2004 — Niño Rojo (Young God)
- 2005 — Cripple Crow (XL Recordings)
- 2007 — Smokey Rolls Down Thunder Canyon (XL Recordings)
- 2009 — What Will We Be (Warner Bros. Records)
- 2013 — Mala (Nonesuch Records)
- 2016 — Ape in Pink Marble (Nonesuch Records)
- 2019 — Ma (Nonesuch Records)